# Johann Geiger (Politiker)
Johann Geiger (* 26. September 1836 in Gundelfingen an der Donau; † 28. September 1898 ebenda) war ein deutscher Politiker, Bierbrauer und Gastwirt.
Geiger folgte am 11. Oktober 1877 Kasimir Hegele als Mitglied in der bayerischen Kammer der Abgeordneten für den Wahlbezirk bzw. Wahlkreis Günzburg/Schwaben nach. Er gehörte den Liberalen an und blieb Abgeordneter bis zu seinem Tod 1898. Ihm folgte Joseph Thaler nach.